# ぼっけえラヂオ
『ぼっけえラヂオ』は、2016年11月4日より放送を開始したバラエティ番組である。毎週1回・1時間のラジオ番組である。

## 概要
岡山県岡山市出身のシンガーソングライターWest Big Temple岡崎翔がパーソナリティを務める番組で、シンガーソングライターのヨンシンとのヨンシントーク、お笑い芸人・本庄強のギャグコーナー、The Clipper Diversの今夜も桃型潜水艦、有名人・著名人のゲスト取材リポート、ミュージシャン紹介コーナー「LIVE IN BOX」、いうちりなの5分ラジオ等で構成される。
2017年10月から2018年1月まで隔週で「ミヤモトアツシの自慢の友達ミュージシャン」というミュージシャン紹介コーナーを放送していた。
「LIVE IN BOX」は週刊!本庄強でも放送されていた。

## 放送局・放送時間
- Kyusyu Osaka FM HOPE：水曜日 2:00 - 3:00
- エフエムひめ 木曜日　20:00 - 21:00
- ラヂオきしわだ：金曜日 23:00 - 24:00
- FMからつ：土曜日 9:00 - 10:00
- エフエムいずも：土曜日 22:00 - 23:00

## ゲスト出演者
この番組で出演した有名人・著名人
- ゆうき哲也（俳優・お笑い芸人）
- 仲本工事（コメディアン・ギタリスト）
- 山本恭司（作曲家、ギタリスト）
- BORO（シンガーソングライター）
- カブキロックス（歌手）
- はたけ（ギタリスト）
- 菊池常利（シンガーソングライター）
- 大倉弘也（俳優、歌手）
- 長井秀和（お笑い芸人）
- 笑福亭羽光（落語家）
- 小野瀬雅生（ギタリスト・声優）
- 中間英明（ギタリスト）
- 北原雅樹（お笑い芸人・俳優）
- 馬鹿よ貴方は（お笑い芸人）
- 春野恵子（浪曲師）
- 諸岡ケンジ（シンガーソングライター）
- 長友仍世（歌手・DJ・オカリナ奏者）
- 加藤憲（お笑い芸人）元「エレファントジョン」「チャップメン」「世田谷フレンズ」のメンバー
- クッキング戦士クックマン（ローカルタレント・料理人）
- 吉永拓未（シンガーソングライター）
- 京極（お笑い芸人）